# Irîna Bekeșkina
Irîna Bekeșkina (în ucraineană Ірина Ериківна Бекешкіна, n. 4 februarie 1952, Ivdel⁠(d), RSFS Rusă, URSS – d. 20 martie 2020, Kiev, Ucraina) a fost o sociologă ucraineană. Ea a fost șefa Fundației pentru Inițiative Democratice Ilko Kucheriv din 2010 până la decesul său în 2020. S-a specializat în studiul societății și politicii ucrainene. Ea a fost, de asemenea, un comentator media frecvent și avocat al politicilor.

## Viață și carieră
În 1974, Bekeșkina a absolvit de la Universitatea Taras Șevcenko din Kiev cu o diplomă în filosofie. A absolvit apoi studiile postuniversitare la Institutul de Filosofie din cadrul Academiei Sovietice de Științe.
Bekeșkina a fost redactor științific al revistei „вілосорська думка” (în traducere Gândire Filosofică), una dintre cele mai importante reviste de filosofie ale Ucrainei. În 1977, a devenit cercetător la Academia Sovietică de Științe, iar din 1990 a lucrat ca cercetător la Institutul de Sociologie al Academiei Naționale de Științe a Ucrainei.
Bekeșkina a început să lucreze la Fundația  pentru Inițiative Democratice Ilko Kucheriv în 1996. Acolo a efectuat cercetări, publicând lucrări în mare parte despre sociologia politicii și alegerilor. Ea s-a concentrat în special pe politica Ucrainei.
Bekeșkina a devenit șefa Fundației în 2010 și a rămas în această funcție până la moartea ei. A fost, de asemenea, membră a Consiliului de Administrație al Biroului de Legătură al Think Tank-urilor ucrainene și a fost afiliată cu Media Director ONG, o organizație ucraineană de supraveghere a mass-media.
Bekeșkina a fost numită a 38-a cea mai influentă femeie din Ucraina de Revista Focus în 2007, iar în 2008 a fost numită a 51-a cea mai influentă femeie din Ucraina. Explicând aceste clasamente, revista a citat munca ei publică în studiul informațiilor politice și al politicii externe ucrainene. În 2018 și 2020, ea a fost inclusă în listele celor mai de succes 100 de femei din Ucraina compilate de revista HB.